# Said Al-Shoon
Said Al-Shoon, de son nom complet Said Suwailim Al-Shoon  (arabe : سعيد الشون سويلم), est un footballeur omanais, né le 28 août 1983 en Oman.

## Palmarès

### En club
- Al-Nasr :
  - Champion d'Oman en 2004

- Mascate Club :
  - Vainqueur de la Supercoupe d'Oman en 2004

### En sélection nationale
- Vainqueur de la Coupe du Golfe en 2009
- Finaliste de la Coupe du Golfe en 2004 et 2007